# Mahābhāṣya
O Mahābhāṣya ("grande comentário") de Patañjali sobre o Ashtadhyāyi é uma das obras mais famosas sobre a gramática sânscrita. Foi com Patañjali que a ciência lingüística indiana alcançou a sua forma definitiva. O sistema estabelecido é extremamente detalhado, falando sobre shiksha (fonologia, incluindo entonação) e vyakarana (gramática e morfologia). A sintaxe é raramente falada, mas nirukta (etimologia) é discutida, e essas etimologias naturalmente levam a explicações semânticas. As pessoas interpretam esse trabalho como sendo uma defesa a Panini, cujos Sūtras são muito bem elaborados. Ele também ataca Kātyāyana severamente.